# Solaris (sistema operacional)
Solaris é um Sistema Operacional UNIX desenvolvido pela antiga Sun Microsystems, hoje subsidiária da Oracle. As primeiras versões do Solaris (baseadas no código do BSD) foram chamadas SunOS, tendo o seu nome alterado para Solaris 2 quando passou a ser baseado no System V.
Solaris é conhecido por sua acessibilidade, especial no sistemas de SPARC, também por dar origem a muitas características inovadoras tais como DTrace e ZFS. Solaris suporta arquiteturas baseadas nos processadores x86 e SPARC, e é um sistema que segue a especificação POSIX. Embora seja desenvolvido historicamente como um software proprietário, a maioria de seu código-fonte hoje em dia está disponível como o sistema OpenSolaris.

## Recursos
Em sua versão 10, lançada no início de 2005, Solaris oferece os seguintes recursos avançados:
- DTrace: análise e resolução de problemas de performance, em tempo real;
- Solaris Containers: consolidação de aplicações em servidores de maior porte, através da criação de ambientes isolados e independentes;
- Predictive Self-Healing: capacidade de antecipar-se à ocorrência de falhas que possam causar paradas críticas, isolando-as e recuperando-se;
- Smarter Updating: atualizações automáticas e inteligentes através do Sun Update Connection;
- Integrated Open Source Applications: disponibilidade de centenas de aplicações já integradas ao sistema;
- ZFS: um novo tipo de sistema de arquivos que provê administração simplificada, semântica transacional, integridade de dados end-to-end e grande escalabilidade.

Quando se trabalha com computadores, o sistema operacional tem uma importância muito grande, uma vez que este é responsável por controlar todos os recursos da máquina e fornecer estrutura lógica para os programas aplicativos a serem escritos.
O SOLARIS é um sistema operacional totalmente baseado em UNIX com grande peso no mercado. Moderno e bastante eficaz, eledes empresas.
Conceitos e funções básicas de sistemas operacionais são aplicadas no SOLARIS – gerência de processos e memória, controle de entrada e saída de dados, sistema de arquivos, além dos recursos disponíveis para se obter uma maior segurança.
Com relação a gerenciamento de processos o SOLARIS trata os threads em nível de usuário e de Kernel da mesma forma e ainda possui processamento simétrico. Com relação a política de escalonamento de processos, ela é preemptiva, utilizando um misto de múltiplas filas, um contador de programa e troca de contexto. Usando semáforos e monitores para a primitiva de sincronização. Já para o gerenciamento de memória o Kernel do sistema operacional é o grande responsável por realizar esse gerenciamento.

## Histórico do SOLARIS

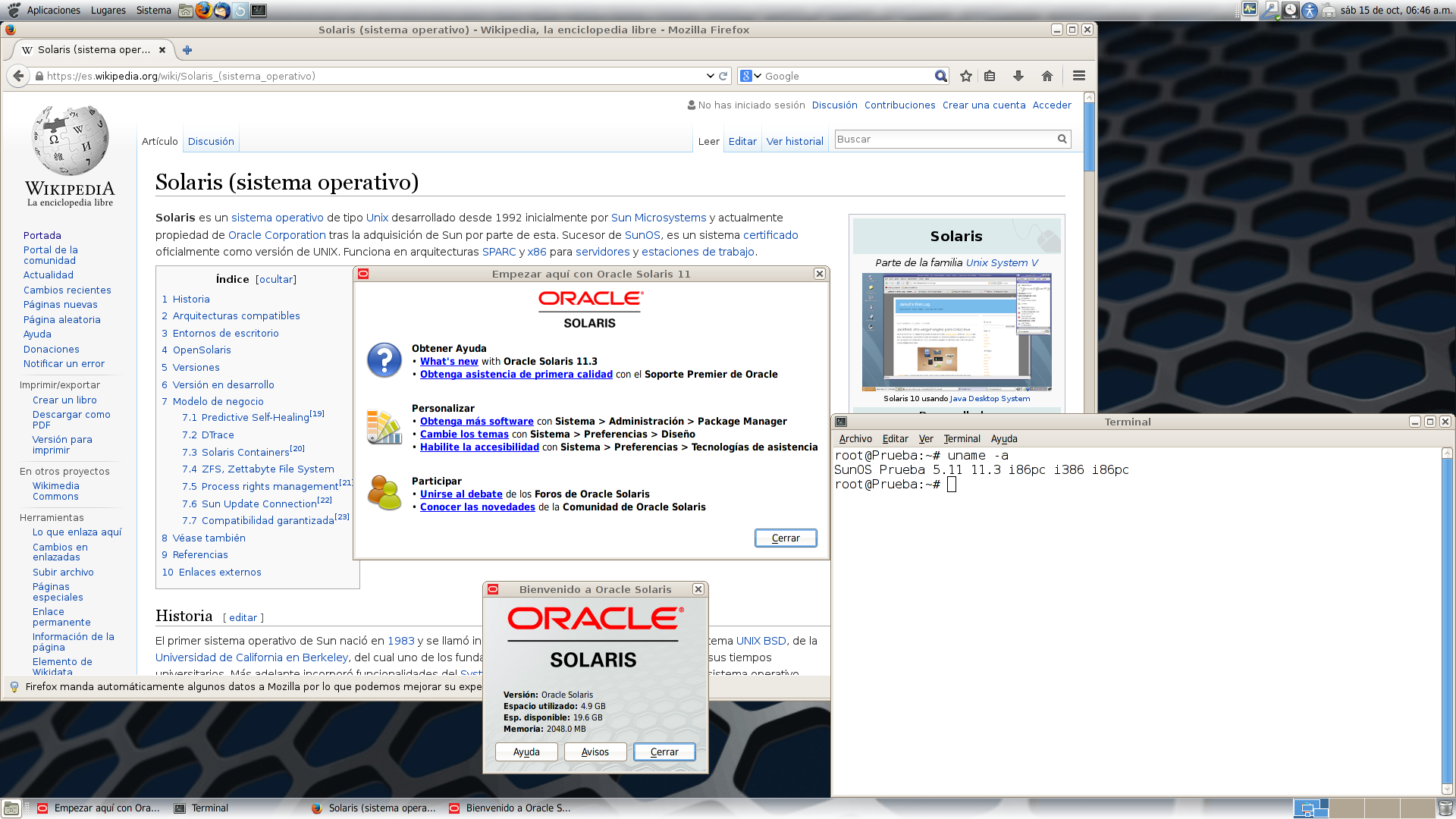
Captura de tela de uma interface do sistema operacional Solaris, evidenciando sua interface gráfica e a importância histórica do sistema. A imagem visualiza a página da Wikipédia sobre o Solaris, demonstrando a evolução e a relevância contínua do sistema operacional, mesmo após a aquisição da Sun Microsystems pela Oracle. A interface gráfica característica do Solaris, com elementos visuais distintivos, contribui para a identidade visual do sistema e sua associação com a história do UNIX

No final dos anos 60, Ken Thompson, do Bell Laboratories, queria criar um sistema operacional que suportasse e coordenasse os esforços de uma equipe de programadores em um ambiente de pesquisa. Dessa forma surge o sistema UNIX, cuja primeira versão foi escrito em Assembly para o PDP-6.
Em 1978, Dennis Ritchie produziu a sétima versão do UNIX, que por ter sido reescrito em linguagem C, tornou possível transportá-lo de uma arquitetura para outra sem muitas dificuldades, A partir desta data, o código fonte foi licenciado para outros estabelecimentos comerciais e de pesquisas, passando a ocorrer o desenvolvimento de versões distintas em paralelo.
Nos anos 80, o sistema tornou-se popular entre pesquisadores e usuários comerciais. Várias versões foram desenvolvidas, entre elas o Xenax e o SCO-Unix da SCO. Com a fundação da Sun em 1982, surgiu mais uma linha de desenvolvimento, o SunOS. Nessa época, viu-se a necessidade de unificar as várias versões de sistemas UNIX existentes com a intenção de torná-lo realmente um sistema aberto padrão.
Com o comprometimento de vários fabricantes em adotá-lo, foi desenvolvido um UNIX único, conhecido como System V Release 4 (SVR4), aproveitando o que havia de melhor em cada linha.
Já baseado nesse novo sistema, a Sun Microsystems lança o SunOS 5.x, e em 1992, surge a primeira versão do SOLARIS, que era muito semelhante ao SunOS.
O SOLARIS é um sistema operacional voltado para grandes empresas, com um conjunto de softwares para desenvolvimento e gerenciamento de informações e comunicação entre aplicativos. Criado para obter uma alta performance em aplicações cliente/servidor, o SOLARIS permite acesso transparente e ilimitado a sistemas, servidores, dispositivos periféricos, base de dados remota e uma série de outros recursos, com escalabilidade para suportar várias aplicações e configurações.